# Hygrophila tyttha
Hygrophila tyttha är en akantusväxtart som beskrevs av Emery Clarence Leonard. Hygrophila tyttha ingår i släktet Hygrophila och familjen akantusväxter. Inga underarter finns listade i Catalogue of Life.